# Supervisor
Supervisor, no processo de formação de profissionais em nível técnico ou superior, é a pessoa responsável, na área da saúde, por conduzir e supervisionar, por meio de orientação e acompanhamento, o desenvolvimento de alunos nas condutas e procedimentos correlacionados ao atendimento à comunidade em ações intra e extramuros, tais como serviço em Policlínica Escola, estágio em Unidade Básica de Saúde, Unidade Básica Distrital de Saúde, Ambulatório, Clínica ou Hospital, bem como responder ética e legalmente pelos atos dos supervisionados.